# 托纳克 (塔恩省)
托纳克（法語：Tonnac，法語發音：[tɔnak]）是法国奥克西塔尼大区塔恩省的一个市镇，属于阿尔比区。

## 地理
托纳克（44°3'50"N, 1°52'4"E）面积11.23 平方千米，位于法国奧克西塔尼大區塔恩省，该省份为法国南部内陆省份，北起顺时针与阿韦龙省、埃罗省、奥德省、上加龙省和塔恩-加龙省接壤。
与托纳克接壤的市镇（或旧市镇、城区）包括：伊特扎克、拉巴尔特布莱、马尔纳沃、鲁赛罗勒、瓦乌尔、万德拉克-阿莱拉克。

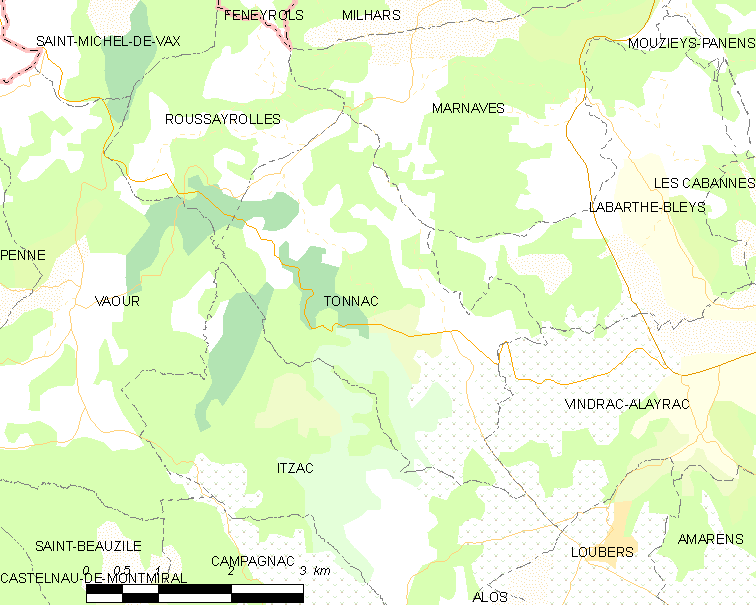
的OSM定位图

托纳克的时区为UTC+01:00、UTC+02:00（夏令时）。

## 行政
托纳克的邮政编码为81170，INSEE市镇编码为81300。

## 政治
托纳克所属的省级选区为卡尔莫第二县。

## 人口

1962-2008年间人口变化图示

托纳克于2022年1月1日时的人口数量为105人。